# انرژی ریکاوری
انرژی ریکاوری (انگلیسی: Energy Recovery) شرکت صنایع شیمیایی آمریکایی است، که در سال ۱۹۹۹ تأسیس شد.